# Copa espanyola d'hoquei sobre patins masculina 2023
La setanta-novena edició de la Copa espanyola d'hoquei patins masculina s'ha disputat al Pavelló Municipal Joan Ortoll a Calafell (Baix Penedès) entre el 2 al 5 de març del 2023.

## Participants
Els equips classificats com a caps de sèrie tenen un estel daurat al lateral ().
| Equips | Equips                  |
| ------ | ----------------------- |
|        | Barcelona               |
|        | Parlem Calafell         |
|        | Recam Làser Caldes      |
|        | Deportivo Liceo         |
|        | Igualada Rigat          |
|        | Noia Freixenet          |
|        | Reus Deportiu Virginias |
|        | Voltregà Stern Motor    |

## Resultats
Els horaris corresponen a l'hora d'hivern dels Països Catalans (zona horària: UTC+1).
|  | Quarts de final                          | Quarts de final                          |                                          |   | Semifinals | Semifinals |  |  | Final | Final |
|  |                                          |                                          |                                          |   |            |            |  |  |       |       |
|  | 2 de març - Calafell Pavelló Joan Ortoll |                                          |                                          |   |            |            |  |  |       |       |
|  |                                          |                                          |                                          |   |            |            |  |  |       |       |
|  | Deportivo Liceo                          | 7                                        |                                          |   |            |            |  |  |       |       |
|  | Deportivo Liceo                          | 7                                        | 4 de març - Calafell Pavelló Joan Ortoll |   |            |            |  |  |       |       |
|  | Recam Làser Caldes                       | 2                                        |                                          |   |            |            |  |  |       |       |
|  | Recam Làser Caldes                       | 2                                        | Deportivo Liceo                          | 2 |            |            |  |  |       |       |
|  | 2 de març - Calafell Pavelló Joan Ortoll |                                          | Deportivo Liceo                          | 2 |            |            |  |  |       |       |
|  |                                          | Voltregà Stern Motor                     | 1                                        |   |            |            |  |  |       |       |
|  | Noia Freixenet                           | Voltregà Stern Motor                     | 1                                        | 2 |            |            |  |  |       |       |
|  | Noia Freixenet                           |                                          | 5 de març - Calafell Pavelló Joan Ortoll | 2 |            |            |  |  |       |       |
|  | Voltregà Stern Motor                     | 3                                        |                                          |   |            |            |  |  |       |       |
|  | Voltregà Stern Motor                     | 3                                        | Deportivo Liceo                          | 2 |            |            |  |  |       |       |
|  | 3 de març - Calafell Pavelló Joan Ortoll |                                          | Deportivo Liceo                          | 2 |            |            |  |  |       |       |
|  |                                          | Barça                                    | 4                                        |   |            |            |  |  |       |       |
|  | Barça                                    | Barça                                    | 4                                        | 5 |            |            |  |  |       |       |
|  | Barça                                    | 4 de març - Calafell Pavelló Joan Ortoll |                                          | 5 |            |            |  |  |       |       |
|  | Igualada Rigat HC                        | 2                                        |                                          |   |            |            |  |  |       |       |
|  | Igualada Rigat HC                        | 2                                        | Barça                                    | 1 |            |            |  |  |       |       |
|  | 3 de març - Calafell Pavelló Joan Ortoll |                                          | Barça                                    | 1 |            |            |  |  |       |       |
|  |                                          | Reus Deportiu Virginias                  | 0                                        |   |            |            |  |  |       |       |
|  | Reus Deportiu Virginias                  | Reus Deportiu Virginias                  | 0                                        | 2 |            |            |  |  |       |       |
|  | Reus Deportiu Virginias                  |                                          |                                          | 2 |            |            |  |  |       |       |
|  | Parlèm Calafell                          | 1                                        |                                          |   |            |            |  |  |       |       |
|  | Parlèm Calafell                          | 1                                        |                                          |   |            |            |  |  |       |       |

### Quarts de final
| 2 de març de 2023 (18:15)                                              |       |                    |                                                            |
| Deportivo Liceo                                                        | 7-2   | Recam Làser Caldes | Pavelló Joan Ortoll Àrbitres: Ivan González i Juan Vallina |
| Torres 9', 21' Carballera 12', 47' Canal 30' Àlex 41' DI Benedetto 50' | [ 2 ] | Presas 13', 40'    | Pavelló Joan Ortoll Àrbitres: Ivan González i Juan Vallina |

| 2 de març de 2023 (20:45) |       |                             |                                                               |
| Noia Freixenet            | 2-3   | Voltregà Stern Motor        | Pavelló Joan Ortoll Àrbitres: Raul Burgos i Nicolas Morandera |
| Gabarró 17' Mitjans 23'   | [ 3 ] | Teixidó 30', 50' Vargas 48' | Pavelló Joan Ortoll Àrbitres: Raul Burgos i Nicolas Morandera |

| 3 de març de 2023 (18:00)                         |       |                   |                                                                 |
| Barça                                             | 5-2   | Igualada Rigat HC | Pavelló Joan Ortoll Àrbitres: Josep A. Navarro i Oriol C. Pérez |
| Rodrigues 7' Hélder 34' Alabart 37', 48' Grau 41' | [ 4 ] | Riba 2', 23'      | Pavelló Joan Ortoll Àrbitres: Josep A. Navarro i Oriol C. Pérez |

| 3 de març de 2023 (20:30) |       |                 |                                                              |
| Reus Deportiu Virginias   | 2-1   | Parlèm Calafell | Pavelló Joan Ortoll Àrbitres: Miguel Díaz i Jonathan Sánchez |
| Gelmà 30' Rojas 47'       | [ 5 ] | Casas 25'       | Pavelló Joan Ortoll Àrbitres: Miguel Díaz i Jonathan Sánchez |

### Semifinals
| 4 de març de 2023 (18:30) |       |                      |                                                                  |
| Deportivo Liceo           | 2-1   | Voltregà Stern Motor | Pavelló Joan Ortoll Àrbitres: Sergi Mayor i Albert Gómez-Àlvarez |
| Torres 13' Àlex 31'       | [ 6 ] | Teixidó 20'          | Pavelló Joan Ortoll Àrbitres: Sergi Mayor i Albert Gómez-Àlvarez |

| 4 de març de 2023 (21:00) |       |                         |                                                                  |
| Barça                     | 1-0   | Reus Deportiu Virginias | Pavelló Joan Ortoll Àrbitres: Ruben F. Garcia i Daniel C. Villar |
| Bargalló 2'               | [ 7 ] |                         | Pavelló Joan Ortoll Àrbitres: Ruben F. Garcia i Daniel C. Villar |

### Final
| 5 de març de 2023 (12:30) |       |                                            |                                                              |
| Deportivo Liceo           | 2-4   | Barça                                      | Pavelló Joan Ortoll Àrbitres: Miguel Díaz i Jonathan Sánchez |
| Àlex 42', 47'             | [ 8 ] | Rodrigues 3', 41 Panadero 11' Bargalló 32' | Pavelló Joan Ortoll Àrbitres: Miguel Díaz i Jonathan Sánchez |

| Campió BARÇA |

## Máxims golejadors
| Jugador           | Equip                | Gols |
| ----------------- | -------------------- | ---- |
| Àlex Rodríguez    | Deportivo Liceo      | 4    |
| David Torres      | Deportivo Liceo      | 3    |
| João Miguel       | Barcelona            | 3    |
| Gerard Teixidó    | Voltregà Stern Motor | 3    |
| Pau Bargalló      | Barcelona            | 2    |
| Ignacio Alabart   | Barcelona            | 2    |
| Roger Presas      | Recam Làser Caldes   | 2    |
| Gerard Riba       | Igualada Rigat       | 2    |
| César Carballeira | Deportivo Liceo      | 2    |

## Premis
- Millor Jugador: Sergi Fernández (Barcelona)
- Màxim golejador: Àlex Rodríguez (Deportivo Liceo)